# Zentralafrikanische Volleyballnationalmannschaft der Männer
Die zentralafrikanische Volleyballnationalmannschaft der Männer ist die Auswahl zentralafrikanischer Volleyballspieler, welche die Fédération Centrafricaine de Volley-Ball (FCVB) auf internationaler Ebene, beispielsweise in Freundschaftsspielen gegen die Auswahlmannschaften anderer nationaler Verbände, aber auch bei internationalen Wettbewerben repräsentiert. 1964 trat der nationale Verband dem Weltverband Fédération Internationale de Volleyball (FIVB) bei. Im Oktober 2021 wurde die Mannschaft auf dem 20. Platz der kontinentalen Rangliste geführt.

## Internationale Wettbewerbe

### Die Zentralafrikanische Republik bei Weltmeisterschaften
Die Mannschaft konnte sich bisher nicht für eine Weltmeisterschaft qualifizieren.

### Die Zentralafrikanische Republik bei Olympischen Spielen
Bisher gelang es der Mannschaft nicht, sich für die olympischen Wettbewerbe zu qualifizieren.

### Die Zentralafrikanische Republik bei Afrikameisterschaften
Die Mannschaft kann bisher keine Teilnahmen an der Afrikameisterschaft vorweisen.

### Die Zentralafrikanische Republik bei den Afrikaspielen
Zentralafrikas Volleyballnationalmannschaft der Männer nahm bisher nicht an den Wettbewerben der Afrikaspiele teil.

### Die Zentralafrikanische Republik beim World Cup
Die Zentralafrikanische Republik kann bisher keine Teilnahme am World Cup – dem Qualifikationsturnier für die Olympischen Spiele – vorweisen.

### Die Zentralafrikanische Republik in der Weltliga
Die Weltliga fand bisher ohne zentralafrikanische Beteiligung statt.